# Juan Adsuara Ramos

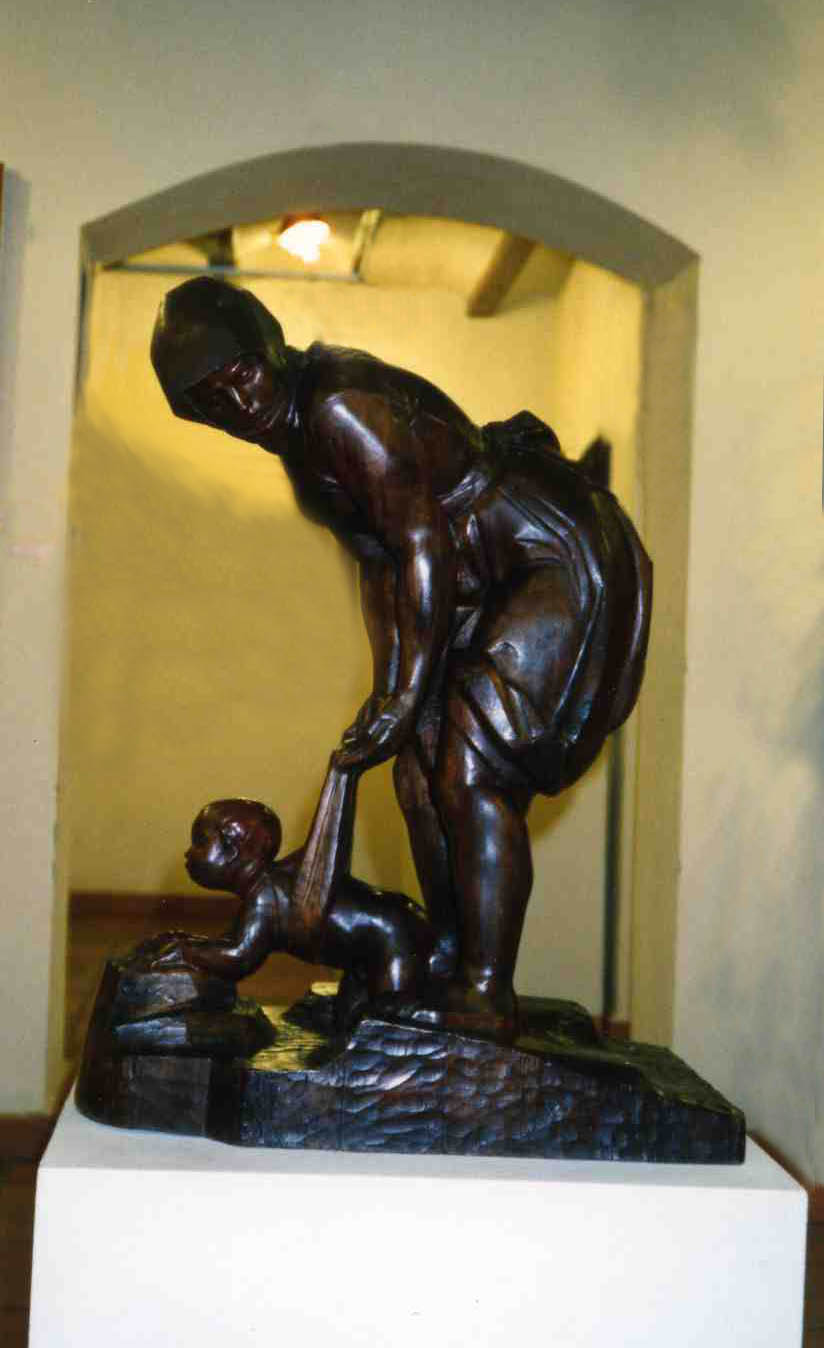
Maternitat Talla de fusta

Juan Adsuara Ramos (Castelló de la Plana, 31 de juliol de 1891 - Castelló de la Plana, 17 de gener de 1973) fou un escultor valencià.

## Biografia
Aconsegueix una beca per a anar a estudiar a la Reial Acadèmia de Belles Arts de San Fernando de Madrid, on va treballar en un lloc de modelatge dins un taller de medalles commemoratives i més tard en els tallers Granda, que es dedicaven a la imagineria. L'any 1920 munta el seu propi taller, car ja a partir d'aquesta data el seu èxit va en augment i té encàrrecs de retrats i de monuments.
El 1932, aconsegueix la càtedra de Dibuix de vestidures i del natural de l'Escola de Belles Arts de San Fernando, per cobrir la vacant de Julio Romero de Torres, càrrec que no deixa fins a la seva jubilació el 1961.
Va ser director de l'Escola des de 1958 fins a 1963, any que presentà la seva renúncia. A partir d'aquí, sobretot per problemes de salut va treballar cada vegada menys; la seva darrera exposició és la d'Artistes Socis d'Honor del Cercle de Belles Arts de Madrid de l'any 1971. Dos anys més tard es traslladà a Castelló on mor el 17 de gener de 1973.
Molt influït per l'escultor Victorio Macho, de gran expressivitat, la seva escultura presenta una preocupació per les formes i volums. En les seves imatges religioses s'acosta més a l'escultura castellana, mentre que en les seves figures femenines i les seves maternitats, són fresques i amb uns plànols plens de gràcia.

## Reconeixements

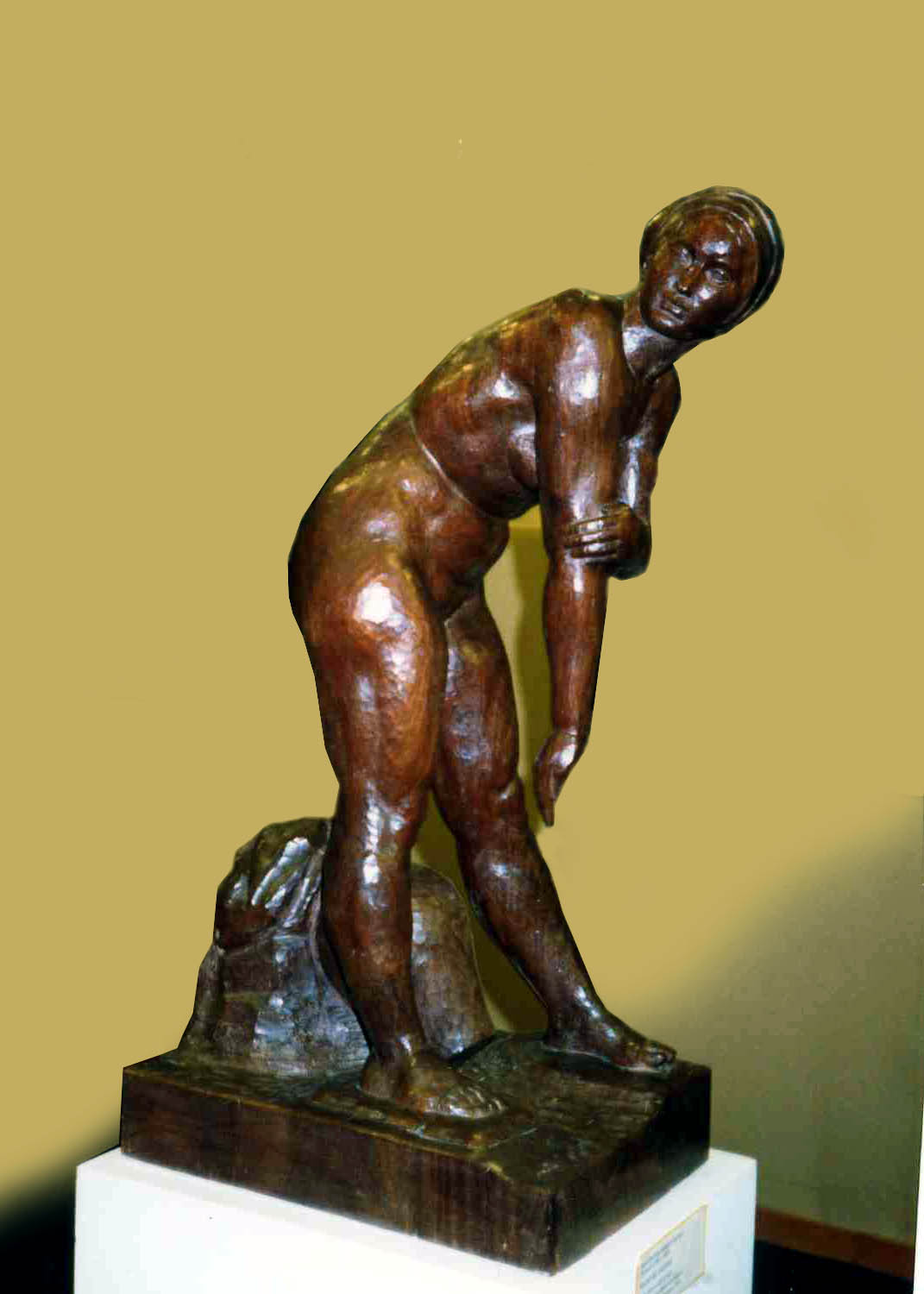
Dona del Càntir. Fusta.

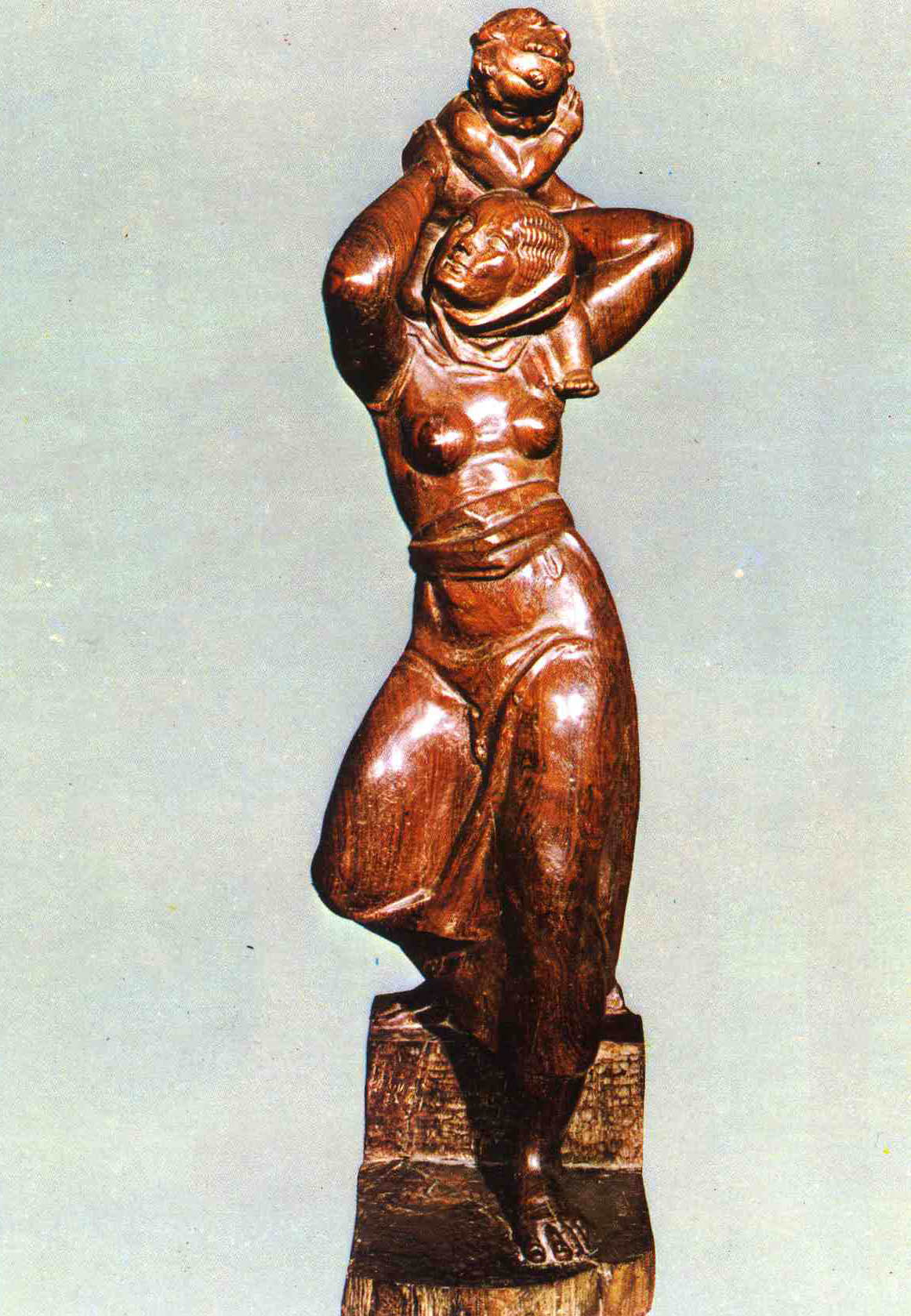
Maternitat en fusta.

- 1912 Tercera Medalla en l'Exposició Nacional de Belles Arts de Madrid.
- 1920 Segona Medalla en l'Exposició Nacional de Belles Arts de Madrid.
- 1923 Primer premi en la Biennal de Venècia (Itàlia).
- 1924 Primera Medalla en l'Exposició Nacional de Belles Arts de Madrid.
- 1929 Premi Nacional d'Escultura.
- 1947 Acadèmic de la Reial Acadèmia de San Fernando de Madrid.

## Monuments
- Monument a Tàrrega. 1916 Castelló.
- Monument al pintor Ribalta. 1927 Castelló.
- Monument a Perot de Granyana. 1959 Castelló.
- Monument a Cardona Vives. 1963 Castelló.
- Al·legories de les Arts i la Ciència en la façana del Ministeri d'Educació de Madrid.
- Relleus de l'edifici del Banc de Biscaia a Madrid.
- Monument a la Reconquesta 1947 a Vigo
- Monument a Vicente Manterola 1949 (Sant Sebastià).
- Monument a Francisco de Aguirre. La Serena (Xile).

## Obra
- La meva Mare (relleu) 1916.
- Madrilenya 1917.
- Cadència 1920.
- La Càrrega (maternitat) 1923.
- Maternitat 1927.
- Les Arts 1929.
- La Ciència 1929.
- Dona del Càntir 1934.
- Formentera 1955.

### Religiosa
- San Isidoro a l'Església de l'Esperit Sant. Madrid.
- San Pedro en l'Església Esperit Sant. Madrid.
- Púlpit a l'Església Esperit Sant. Madrid.
- Baix relleu frontal de l'altar major a l'Església Esperit Sant. Madrid.
- Conjunt del presbiteri a l'Església Esperit Sant. Madrid.
- Immaculada Concepció Capella "Vila Elisa" a Benicàssim (Plana Alta).
- Mare de Déu del Carme, Museu Provincial Belles Arts de Castelló.
- Monument al Sagrat Cor de Jesús a Bilbao.
- Crist crucificat per a la Cofradia de la Purísima Sang de Castelló.